# Джонсон (Оклахома)
Джонсон (англ. Johnson) — місто (англ. town) в США, в окрузі Поттаватомі штату Оклахома. Населення — 457 осіб (2020).

## Географія
Джонсон розташований за координатами 35°24′50″ пн. ш. 96°50′6″ зх. д. / 35.41389° пн. ш. 96.83500° зх. д. (35.413979, -96.835000).  За даними Бюро перепису населення США в 2010 році місто мало площу 10,21 км², з яких 10,20 км² — суходіл та 0,01 км² — водойми.

## Демографія
Згідно з переписом 2010 року, у місті мешкало 247 осіб у 96 домогосподарствах у складі 72 родин. Густота населення становила 24 особи/км².  Було 109 помешкань (11/км²).
Расовий склад населення:
| - 67,6 % — білих - 20,6 % — корінних американців - 4,0 % — чорних або афроамериканців |

До двох чи більше рас належало 7,3 %. Частка іспаномовних становила 2,4 % від усіх жителів.
За віковим діапазоном населення розподілялося таким чином: 26,7 % — особи молодші 18 років, 55,9 % — особи у віці 18—64 років, 17,4 % — особи у віці 65 років та старші. Медіана віку мешканця становила 41,2 року. На 100 осіб жіночої статі у місті припадало 105,8 чоловіків;  на 100 жінок у віці від 18 років та старших — 103,4 чоловіків також старших 18 років.
Середній дохід на одне домашнє господарство  становив 51 674 долари США (медіана — 37 917), а середній дохід на одну сім'ю — 56 248 доларів (медіана — 41 667). За межею бідності перебувало 11,0 % осіб, у тому числі 14,7 % дітей у віці до 18 років та 3,8 % осіб у віці 65 років та старших.
Цивільне працевлаштоване населення становило 75 осіб. Основні галузі зайнятості: освіта, охорона здоров'я та соціальна допомога — 29,3 %, виробництво — 17,3 %, роздрібна торгівля — 10,7 %, публічна адміністрація — 9,3 %.